# آن کریستی (خواننده)
آن کریستی (به انگلیسی: Ann Christy) (زاده ۲۲ سپتامبر ۱۹۴۵- ۷ اوت ۱۹۸۴) خواننده بلژیکی بود که در زادگاه خود از شهرت بسیاری برخوردار بود؛ که بیشتر به دلیل شرکت در مسابقه آواز یوروویژن ۱۹۷۵ در سطح بین‌المللی شناخته شد.
کریستی در سال ۱۹۸۲ به سرطان دهانه رحم مبتلا شد و در ۷ اوت ۱۹۸۴ در سن ۳۸ سالگی درگذشت.